# Saint-Clair (Tarn-et-Garonne)
Saint-Clair is een gemeente in het Franse departement Tarn-et-Garonne (regio Occitanie) en telt 214 inwoners (2004). De plaats maakt deel uit van het arrondissement Castelsarrasin.

## Geografie
De oppervlakte van Saint-Clair bedraagt 8,5 km², de bevolkingsdichtheid is 25,2 inwoners per km².
De onderstaande kaart toont de ligging van Saint-Clair (Tarn-et-Garonne) met de belangrijkste infrastructuur en aangrenzende gemeenten.

## Demografie
Onderstaande figuur toont het verloop van het inwonertal (bron: INSEE-tellingen).